# Regionaal Archeologisch Museum a/d Schelde
Het Regionaal Archeologisch Museum a/d Schelde (afgekort RAMS) is gelegen aan de Scheldemeersen te Waarmaarde, gemeente Avelgem, in Zuid-West-Vlaanderen, België. Op deze plaats bevonden zich vroeger al prehistorische, Romeinse en Merovingische nederzettingen.

## Ontstaan
Het RAMS werd opgericht naar aanleiding van een lange reeks opgravingen te Kerkhove (van 1973 tot 2003 op de terreinen van de Vlaamse Maatschappij voor Watervoorziening) en in de bredere omgeving van Zuid-West-Vlaanderen, telkens uitgevoerd door de Vereniging voor Oudheidkundig Bodemonderzoek in West-Vlaanderen (V.O.B.o.W.). Tot voor de eerste steenlegging van het huidige museum in het OC van Waarmaarde werden de archeologische vondsten bewaard in het oude schoolgebouw van Waarmaarde.
Op 18 oktober 1996 werd het RAMS door de Directeur-generaal van de Vlaamse Maatschappij voor Watervoorziening, Stan Beernaert, officieel geopend. Het museum bevindt zich aan de rand van de V.M.W.-waterwinning Kerkhove.
Het Museum kwam tot stand via een samenwerking en co-financiering tussen de gemeente Avelgem, de provincie West-Vlaanderen, de Vlaamse Maatschappij voor Watervoorziening, de vzw TROP (Toeristisch-Recreatief Ontwikkelingsplan Leie-Schelde), de Intercommunale Leiedal, Electrabel-Gaselwest en de Vereniging voor Oudheidkundig Bodemonderzoek in West-Vlaanderen.

## Organisatie
Het RAMS bestaat uit drie delen: 1. Archeologisch depot; 2. Studiecentrum; en 3. Museum. Het wordt uitgebaat door de Vereniging voor Oudheidkundig Bodemonderzoek in West-Vlaanderen.
Het depot herbergt de archeologische collecties afkomstig uit meer dan 30 archeologische sites verspreid over gans West-Vlaanderen. Daarvan behoren Kerkhove-Kouter, Bredene, Kooigembos, Leffinge-Zwarteweg, Harelbeke College-Ziekenhuis, Beveren-Leie en Kemmel tot de meest prominente. Deze collecties worden er bewaard en beheerd, een selectie wordt permanent tentoongesteld in het bijhorende museum.
Het studiecentrum omvat de wetenschappelijke archeologische archieven van de fysieke collecties die in het RAMS bewaard worden, alsook een bibliotheek van relevante publicaties rond archeologie in België en omliggende gebieden. Studenten en onderzoekers kunnen toegang krijgen tot deze documentatie.

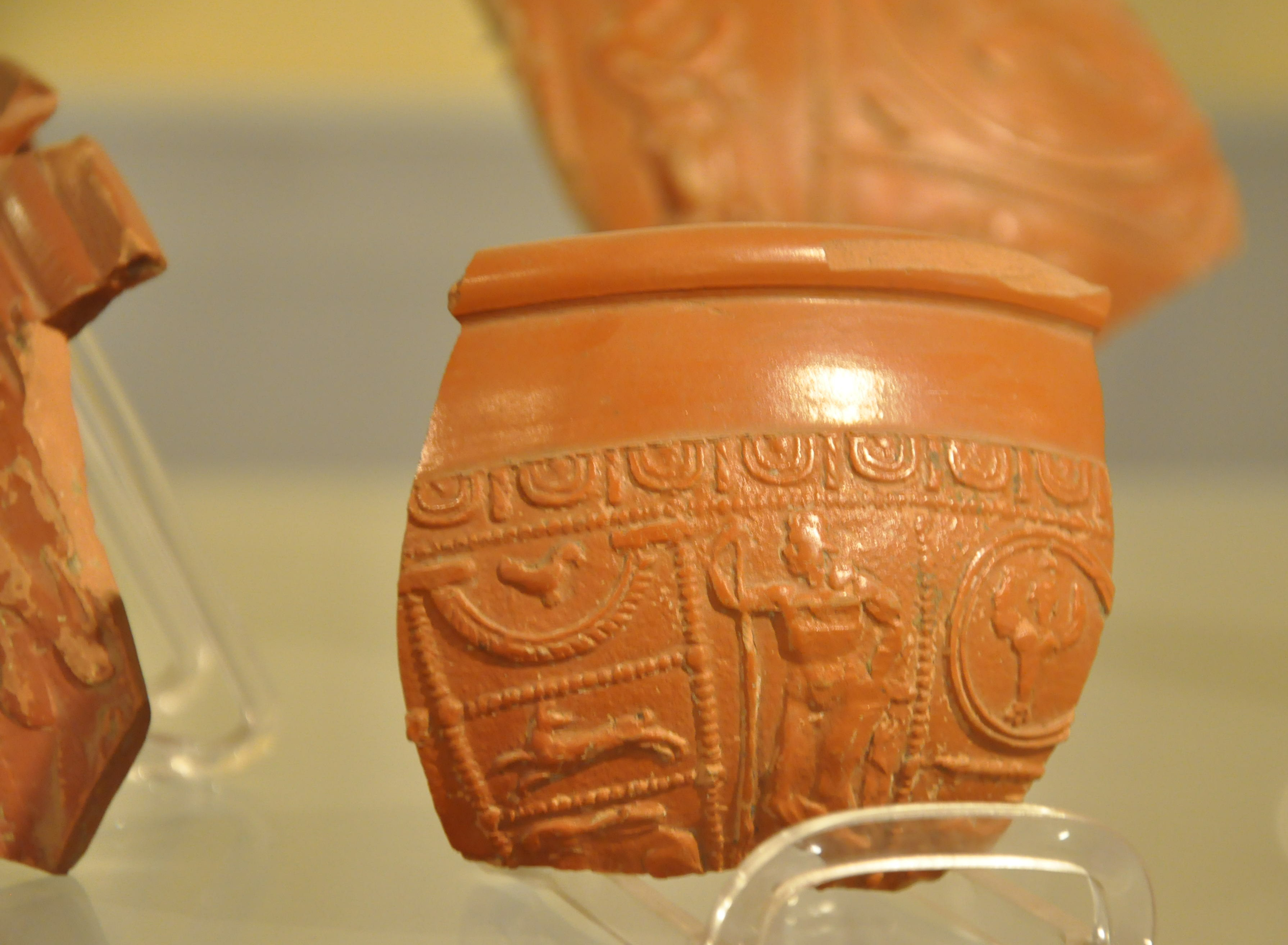
Romeinse terra sigillata scherf afkomstig vanop de archeologische site Kerkhove-Kouter zoals tentoongesteld in het RAMS

Het museum stelt een selectie van de archeologische objecten bewaard in het RAMS tentoon. De rode draad doorheen de opstelling zijn de vondsten uit de Romeinse en Merovingische periodes gemaakt op de vlakbij gelegen site Kerkhove-Kouter.

## Collecties
In het museum gedeelte wordt aan de hand van talloze archeologische objecten een overzicht gegeven van de bewoningsgeschiedenis van de West-Vlaamse Scheldevallei van het paleolithicum tot en met de Merovingische tijden. Er worden gebruiksvoorwerpen uit vuursteen (silexartefacten), aardewerk, hout, metaal en glas tentoongesteld. De focus ligt grotendeels op de samengebrachte artefacten vanop de site Kerkhove-Kouter maar werd verder aangevuld met archeologische vondsten afkomstig uit gans West-Vlaanderen en de Scheldevallei in het bijzonder.

## Openluchtvisualisatie

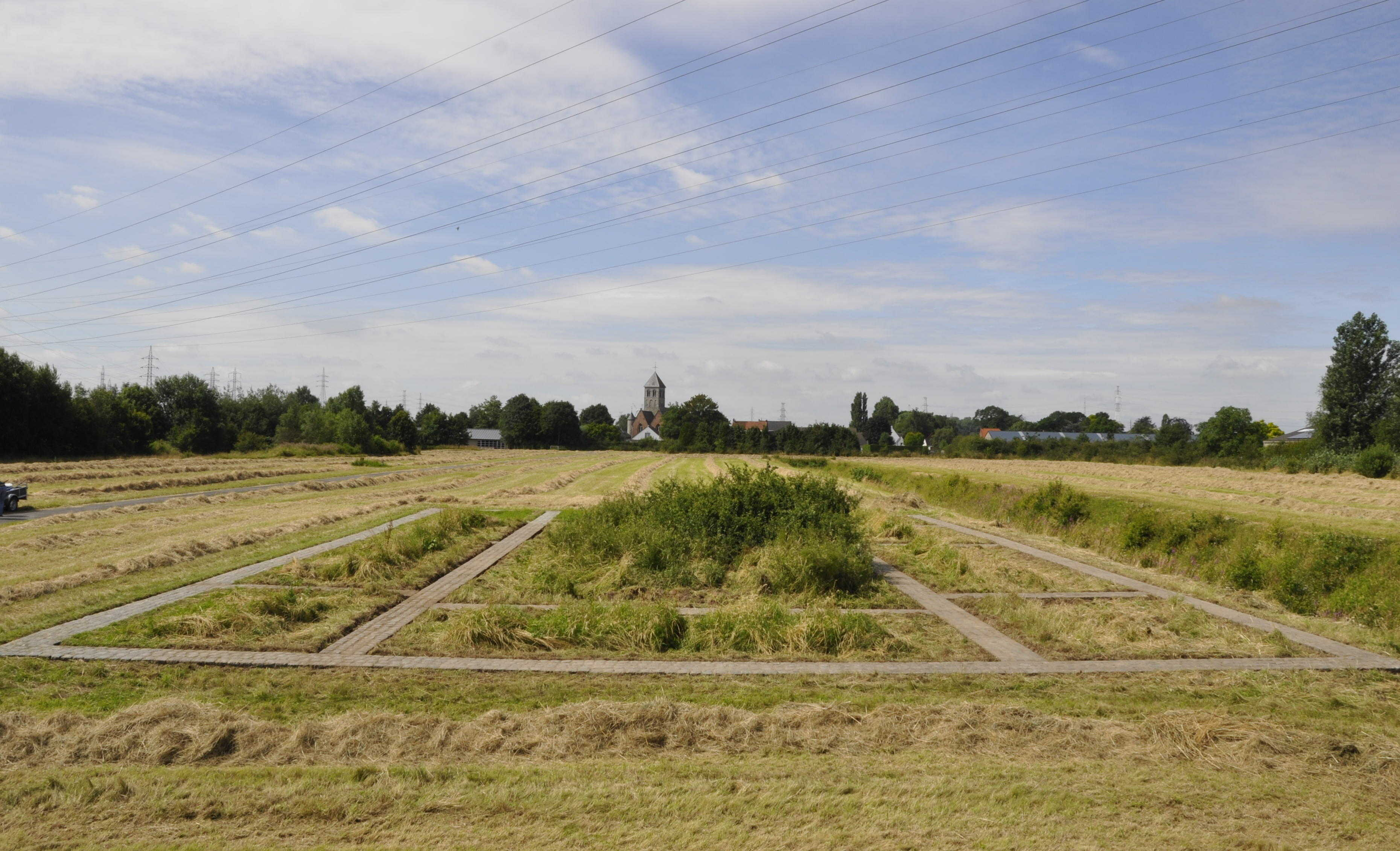
Openluchtvisualisatie van Romeinse steenbouw op de archeologische site Kerkhove-Kouter, gelegen naast het RAMS

Er behoort ook een openluchtsite bij het RAMS: een fysieke visualiseringen van enkele van de plattegronden van gebouwen-complexen uit de Gallo-Romeinse periode; opgegraven op de nabijgelegen site Kerkhove-Kouter. Het geeft de bezoeker ruimtelijk inzicht over de dimensies van Romeinse architectuur in deze streek. Het is voor Vlaanderen een uitzonderlijk voorbeeld hoe architecturale archeologische sporen, post-opgraving, uit de Romeinse periode alsnog ontsloten kunnen worden. Deze visualisatie kan sinds enkele jaren niet meer bezichtigd worden en kan nog enkel vanuit de lucht geobserveerd worden.